# Broute-minou à Palm Springs
Pour plus de détails, voir Fiche technique et Distribution.
Broute-minou à Palm Springs est un téléfilm documentaire français de 2006 réalisé par Anna Margarita Albelo.

## Description
Ce moyen métrage suit l'actrice américaine Guinevere Turner lors de son séjour au plus grand festival lesbien du monde, le Club Skirts Dinah Shore Weekend à Palm Springs en Californie, lors de la 16e édition.

## Fiche technique
- Titre original : Broute-minou à Palm Springs
- Titre international : A Lez in Wonderland (littéralement : Une lesbienne au pays des merveilles)
- Réalisation : Anna Margarita Albelo
- Producteur : Anna Margarita Albelo, Debra Miller
- Montage : Vincent Leyour
- Pays d'origine :  France
- Langue d'origine : anglais, français
- Lieux de tournage : Palm Springs, Californie, États-Unis
- Genre : Documentaire
- Durée : 30 minutes
- Date de sortie :
  -  France : 16 novembre 2006

## Distribution
- Guinevere Turner